# Drugie pół (песня)
«Drugie pół» (с пол. — «Вторая половина») — песня польской группы Zakopower из альбома 2015 года Drugie pół. Представлена в оригинальном издании третьим по счёту треком. Выпущена также на сингле, который стал вторым из альбома Drugie pół после сингла «Tak ma być». Выход сингла состоялся 26 октября 2015 года, через месяц после издания альбома. В 2015—2016 годах песня «Drugie pół» находилась в ротации многих польских музыкальных радиостанций, занимая при этом в ряде чартов высокие позиции, например, в чарте Radio Merkury песня поднималась до третьего места.
Автор музыки — Матеуш Поспешальский, автор слов — Бартоломей Кудасик, исполнитель вокальной партии — Себастьян Карпель-Булецка.

## О песне
Помимо членов группы Zakopower в записи песни «Drugie pół» участвовал также струнный оркестр, в который вошли исполнители из квартета Atom String Quartet и ещё целый ряд музыкантов, объединённых под общим названием Atom String Orchestra. Дирижировал этим оркестром композитор и продюсер группы Zakopower Матеуш Поспешальский. Кроме того, в записи приняли участие Ян Кшешовец и Марта Кубицкая, которые сыграли на флейтах.
Видеоклип на песню «Drugie pół» снял режиссёр Михал Браум, являющийся также автором видео на такие песни группы Zakopower, как «Tak ma być», «Kto nas woła» и «Było minęło». В клипе снялись Катажина Новак, Станислав Гомбарчик, Тимон Браум, Магдалена Дробняк и другие актёры. Премьера видео состоялась 5 декабря 2015 года.
Помимо сингла и альбома Drugie pół заглавная песня с этих дисков «Drugie pół» была издана также в сборнике CD Club Promo Only 12/2015.

## Критика
В аннотациях к альбому Drugie pół упоминается о том, что в песне «Drugie pół», а также в песнях «Rejna» и «Pomnik Nieznanego», слышны отголоски проверенных временем суперхитов, которые звучали на музыкальных фестивалях в Ополе и Сопоте в 1960—1970 годах. В рецензии к альбому Drugie pół, которая дана в интернет-издании Interia, отмечается, что песни с «прекрасным и глубоким звучанием» «Drugie pół» и «Powrót» относятся к наиболее гармонично оркестрованным и ярко аранжированным трекам в альбоме: голос Себастьяна Карпель-Булецка «льётся плавно вместе с мелодией скрипок, фанфарами духовых и дополняющими эту гармонию басами на заднем плане». В «Drugie pół» пение основного вокалиста кроме того величественно дополняет «на фоне протяжных звуков струнного оркестра» хор остальных участников группы.

## Позиции в чартах
| Чарт (2015—2016)                       | Высшая позиция | Число недель в чарте | Источник      |
| -------------------------------------- | -------------- | -------------------- | ------------- |
| Хит-парад Polskie Radio Program III    | 18             | 6                    | [ 11 ]        |
| Хит-парад Radio Poznań (Radio Merkury) | 3              | —                    | [ 5 ]         |
| Хит-парад Polskie Radio Olsztyn        | 14             | 5                    | [ 12 ] [ 13 ] |

## Участники записи
В записи принимали участие:
Zakopower
- Себастьян Карпель-Булецка[пол.] — вокал, скрипка;
- Бартоломей (Бартек) Кудасик — бэк-вокал, альт, слова;
- Войцех Топа — бэк-вокал, скрипка;
- Юзеф Хыц — бэк-вокал, подгальские басы;
- Пётр (Фалько) Рыхлец — клавишные инструменты;
- Лукаш Москаль — перкуссия, ударные;
- Томек (Сэрек) Кравчик — электрогитара;
- Михал Тромбский — бас-гитара.

а также
- Матеуш Поспешальский[пол.] — музыка, аранжировка, продюсирование;
- Ян Кшешовец — флейта-пикколо;
- Марта Кубицкая — флейта.

Atom String Quartet
- Давид Любович — скрипка;
- Матеуш Смочиньский[пол.] — скрипка;
- Михал Заборский[пол.] — альт;
- Кшиштоф Ленчковский — виолончель.

Atom String Orchestra
- Матеуш Поспешальский — дирижёр;
- Войцех Хартман — скрипка;
- Матеуш Зазембло — скрипка;
- Камила Шалиньска-Балвас — скрипка;
- Люциан Балвас — скрипка;
- Дорота Олешкович — скрипка;
- Паулина Мастыло — скрипка;
- Камил Валасек — альт;
- Адам Дембский — альт;
- Ян Стоклоса[пол.] — виолончель;
- Себастьян Выпых — контрабас.